# Прусський хрестовий похід

Пруси серед балтських племен. Західні балти позначені зеленим, східні - коричневим.

Прусський хрестовий похід був серією походів римо-католицьких хрестоносців XIII століття, в основному під керівництвом тевтонських лицарів, щоб християнізувати під примусом пруських язичників. Запрошені після попередніх невдалих експедицій проти прусів польськими правителями, тевтонські лицарі почали вести кампанію проти пруссів, литовців та жемайтів у 1230 р. Завоювання тривало до кінця XIII століття.

## Похід 1222-1223 рр.
Пруси здійснювали регулярні набіги на Польське королівство. Щоб убезпечити себе, князь Конрад Мазовецький змушений був регулярно відкуповуватися. Нарешті, в березні 1217 року папа Гонорій III закликає до хрестового походу проти цього войовничого народу.
Початок військових дій відноситься до 1222 році, коли в Мазовії зібралися великі сили німецьких і польських хрестоносців.
Однак пруссам продовжували вдаватися успішні набіги, до того ж більшість хрестоносців покинули регіон вже в 1223 році.
Створений німецькими лицарями орден «Добжинський брати» не зміг показати ефективності в боротьбі з язичниками, і був ними розгромлений.

## Тевтонський орден в Хелмінській землі (1230-1232)
У 1226 до боротьби з пруссами приєднується Тевтонський орден. Вигнаний з Трансільванії, в цей час він гостро потребував нових територіях. Магістр ордена Герман фон Зальц зміг переконати імператора Священної Римської імперії Фрідріха II в необхідності убезпечити північно-східні кордони і отримав дозвіл на свободу дій в Пруссії. За угодою, підписаною з поляками в 1234 році, Орден отримував у володіння все території, завойовані в боротьбі з пруссами. Про це ж говорила і булла, видана в 1230 році папою Григорієм IX.
Активні бойові дії Орден почав в 1230 році. Невеликий загін з 7 лицарів і 70-100 зброєносців захопив замок Фогельзанг і організував рейдів проти язичників на іншому березі Вісли. Після першого успіху в Пруссію був посланий в підкріплення ще один нечисленний загін.
На перших порах головним завданням тевтонців було будівництво прикордонних фортець на берегах Вісли. Вони просувалися вперед, відбудовуючи невеликі дерев’яні укріплення з нечисленними гарнізонами. Навколо цих міст селилися безліч колоністів з Священної Римської імперії. У походах же брали участь польські, німецькі та померанскі хрестоносці, так як основні сили Ордена були зосереджені в Малій Азії.
В ході масштабної кампанії проти племені помезанців хрестоносцям вдалося захопити замок Рогов і остаточно придушити опір прусів в Хелмінскій землі. Тут в 1232 році тевтонцями було засновано місто Кульм.

## Кампанії пізніше
Влітку 1233 року десятитисячна армія хрестоносців знову вирушила в похід і побудувала фортецю Квідзин в Помезанії. У вирішальній битві на річці Сіргуне тевтонці повністю перемогли прусаків, головним чином завдяки допомозі померанских князів Святополка і Самбора.
Заснувавши фортецю Радзинь в 1234 році Тевтонський орден остаточно закріпив за собою землі східної Помезанії. Після поразки в битві при Саулі до Тевтонського ордену з усіма землями приєднався і Орден мечоносців.
За підтримки мейссенського маркграфа Генріха, який привів до Пруссії великий загін васалів, тевтонці продовжували активне просування по берегах Вісли. У 1237 році ними був збудований замок Ельбінг.
У 1238-1240 роках тевтонці вели війни з племенами бартів, вармійців і наттангів. В одному із зіткнень вармійці знищили загін, який розоряв околиці прусської фортеці, не наважуючись її штурмувати через свою малу чисельність. Після цього магістр послав проти цієї фортеці великий загін, який захопив її. У 1239 році вона була перейменована в Балгу.  Вождь вармійців Піопсо намагався повернути замок, але безуспішно.
Потім лицарям вдалося завоювати Натанзі і Барт. У жовтні 1243 року папа поділив прусські землі на 4 єпископства:
- Кульмське;
- Помезанське;
- Ерменландське;
- Самландське (хоча земля самбо ще не була завойована).

На початку 1250-х років Тевтонський орден продовжив просування на схід, зіткнувшись з прусським плем’ям самбо. У 1252 великий загін тевтонців був розгромлений, а ватажок Генріх Штанге загинув в бою.
Щоб компенсувати втрати хрестоносців, Папа і новий магістр ордена Поппо фон Остерна оголосили черговий хрестовий похід проти язичників. Була зібрана величезна армія в 60000 солдатів. Об’єднані сили Богемії, Бранденбургу, Моравії і багато інших в битві біля замку Рудов завдали поразки самбо.
Продовжуючи завойовувати Самбійскої, землі хрестоносці нещадно винищували тих, хто не бажав хреститися. Самба була підкорена в січні 1255 року.
Поруч з прусським селом Тувангсте тевтонці заклали фортецю Кенігсберг, названу на честь короля Богемії. Недалеко був заснований замок Бранево. Фортецю Вілов побудували в місці злиття річок Лава і Преголя. Потім хрестоносці змогли підкорити і Натанзі.
1260 року Жемайтії вдалося нанести тяжкої поразки об’єднаному війську лівонців, тевтонців та європейських хрестоносців в битві при Дурбе.
Ця перемога дала сили пруссам на повстання проти Ордена. Через обмеженість ресурсів і засобів тевтонці не змогли швидко придушити повстання. У першій битві при Покарвісе 1261 року хрестоносці зазнали поразки. У перші роки повстання більшість замків тевтонців були захоплені і зруйновані.
Тільки в 1265 році Тевтонський орден приступив до масштабного придушення повстання. Допомога йому надавали герцоги Брауншвейга і Тюрінгії. У 1272 до тевтонців приєднався Мейссенский маркраф Дітріх II.
Після придушення повстання пруси втратили майже все колишні права. Багато втекли до Великого князівства Литовського. Замки, зруйновані в ході повстання, були відбудовані і укріплені.